# Acanthopsyche opacella
Acanthopsyche opacella är en fjärilsart som beskrevs av Herrich-Schäffer 1845. Acanthopsyche opacella ingår i släktet Acanthopsyche och familjen säckspinnare. Inga underarter finns listade i Catalogue of Life.